# وزارة الخارجية (سنغافورة)
وزارة الخارجية (بالملايوية: Kementerian Ehwal Luar Negeri)‏؛ (بالصينية: 新加坡外交部)؛ (بالتاميلية: வெளியுறவு அமைச்சு)‏ هي وزارة تابعة لحكومة سنغافورة مسؤولة عن إجراء وإدارة العلاقات الدبلوماسية بين سنغافورة والبلدان والمناطق الأخرى.

## أنظر أيضا
- قائمة وزراء الخارجية الحاليين
- علاقات سنغافورة الخارجية

## روابط خارجية
- الموقع الرسمي